# Gyárfás István (történész)
Léczfalvi Gyárfás István (Dömsöd, 1822. július 17. – Kiskunhalas, 1883. július 16.) magyar jogász, táblabíró, történész, az MTA levelező tagja.

## Életpályája
Nemes léczfalvi Gyárfás Pál prédikátor és Páli Zsuzsanna fiaként született, 1822. július 21-én keresztelték Dömsödön. Édesapja református lelkészként került Kiskunhalasra, így gyermekkorában itt nevelkedett, majd itt végezte a gimnáziumot is. Jogi tanulmányait Debrecenben kezdte és 1847-ben ügyvédi oklevelet szerzett Pesten.
Ügyvédi gyakorlatát Eperjesen, Pozsonyban és Pesten végezte. Később hazatért Kiskunhalasra. 1848–1849-ben Kiskunhalason részt vett a forradalmi eseményekben, a város aljegyzőként, és szabadcsapatot is szervezett. Világos után menekülnie kellett, mert körözték, de 1850-ben végül felmentették.
1851-től Kiskunfélegyháza járási alkapitánya, majd 1854-től Gödöllőn szolgabíró. 1862-től kerületi táblabíró lett Kiskunhalason. 1871-től Szabadka városában királyi ügyész, 1873-tól ítélőtáblai rendes bíró Budapesten.
1870–1876 között a kiskunhalasi református egyház főgondnoka volt. 1878-tól az MTA levelező tagja lett. A Magyar Történelmi Társulat választmányi tagja volt.

## Munkássága
Jogász hivatása mellett történeti kutatásokat is végzett. Fő szakterületei a jászkunok története, de nyelvészeti, régészeti emlékek feltárásai, vizsgálatai is foglalkoztatták. Emellett jogi, gyümölcsészeti és kertészeti írásai is megjelentek.
Cikkei, tanulmányai olvashatóak a Fővárosi Lapok, a Vasárnapi Ujság, a Protestáns Egyházi és Iskolai Lap, a Halasi Újság című lapokban.

## Művei
- Tárnokvölgyi ütközet, és a hunscythák temetkezési módja, Századok, 1867
- A jászkunok története I-IV., Kecskemét, 1870–1885
- Czölöpmaradványok Halason, In: Archeológiai Értesítő, 1870. II. köt., 189–195. o.
- A fekete sereg, Századok, 1877
- Dobó István Egerben (székfoglaló értekezés), Budapest, 1879, (Értekezések a tört. tud. köréből. VIII. 5.), (online elérés a REAL-EOD-on)
- A paraszt vármegye, Budapest, 1882, (online elérés a REAL-EOD-on)
- A jászkúnok nyelve és nemzetisége, Budapest, 1882, (online elérés a REAL-EOD-on
- A Petrarka-codex kún nyelven, Budapest, 1882. (online elérés a REAL-EOD-on)
- A jászkunok személyes és birtokviszonyainak történelmi és jogi fejtegetése, Budapest, 1883, (online elérés az archive.org-on)
- Jerney János emlékezete (Emlékbeszédek I. 9.), Budapest, 1884
- Őskeresztény műemléki tanulmányok, Budapest, 1887
- Pannónia őskeresztény emlékei, Budapest, 1889, (online elérés a REAL-EOD-on)
- Magyar Tudományos Akadémiai Almanach, Budapest, 1881, 1883
- Magyar Könyvészet, Budapest, 1879, 1881–1885

## Emlékezete
- Kiskunhalason nevét márványtábla, szobor és utca is őrzi.
- A Kiskunhalasi Református Kollégium Diákotthona viseli a nevét.
- Sírja a kiskunhalasi régi református temetőben található.